# Barbourfrösche
Die Barbourfrösche (Barbourula) bilden eine auf südostasiatischen Inseln vorkommende und aus nur zwei Arten bestehende Gattung der Amphibien, die stammesgeschichtlich zu den urtümlichen „niederen“ Froschlurchen (Archaeobatrachia) gezählt wird. Es handelt sich um weitgehend aquatil lebende, unscheinbare Frösche, über deren Biologie und Ökologie man wegen ihrer Seltenheit und ihrer versteckten Lebensweise recht wenig weiß. Fossile Funde sind nicht bekannt. Die Gattung ist nach dem US-amerikanischen Herpetologen Thomas Barbour (1884–1946) benannt.

## Merkmale und Lebensweise
Barbourfrösche sind unscheinbar dunkel (bräunlich) gefärbt und weisen einen abgeflachten Körper, eine rundliche Schnauze und eine feinwarzige Haut auf. Trommelfelle sind nicht äußerlich sichtbar. Die Augen mit rundlichen bis umgekehrt tropfenförmigen Pupillen sind schräg nach vorne gerichtet. Der Philippinen-Barbourfrosch wird als recht kräftig und plump gebaut beschrieben. Vom Borneo-Barbourfrosch sind bisher nur etwa elf Individuen gefunden worden, wobei Männchen maximal 66 Millimeter, Weibchen bis zu 77,7 Millimeter Kopf-Rumpf-Länge aufwiesen. Die Tiere haben nicht nur zwischen den Zehen der Hinterfüße, sondern auch zwischen den Fingern ausgeprägte Schwimmhäute, was auf ihre stark aquatile Lebensweise hindeutet (vergleiche hierzu auch: Zwergkrallenfrösche). Sie bewohnen schnellfließende, sauerstoffreiche Bäche sowie auch bis zu 50 Meter breite Flüsse innerhalb tropischer Regenwälder; bei Gefahr tauchen sie rasch ab und verstecken sich unter Steinen am Grund in circa 50 Zentimeter bis 5 Meter Tiefe. Diese Örtlichkeit spielt auch für die Eiablage eine wichtige Rolle.
Die Männchen weisen weder Brunstschwielen noch Schallblasen auf. Die Paarungsrufe sollen sie ungewöhnlicherweise durch Inhalieren von Luft erzeugen. Allerdings verfügt zumindest der Borneo-Barbourfrosch anscheinend über keine Lungen, sondern nimmt – ähnlich wie etwa die Lungenlosen Salamander – Sauerstoff nur über die Haut auf. Zu dieser Erkenntnis kam erst eine wissenschaftliche Expedition im August 2007, bei der neun Exemplare der Art gefangen wurden. Das Fehlen von Lungen wird als weitere Anpassung an den Lebensraum interpretiert: Es entsteht so weniger Auftrieb, was das Abtauchen erleichtert beziehungsweise ein Verdriften in starker Strömung verhindert. Eine recht ähnliche Lebensweise haben beispielsweise die nordamerikanischen Schwanzfrösche. Auch beim Titicaca-Riesenfrosch sind die Lungen zumindest stark reduziert. Die vollständige Rückbildung der Lungen scheint unter den Froschlurchen aber ein Alleinstellungsmerkmal des Borneo-Barbourfrosches zu sein.
Über die Fortpflanzungsbiologie ist kaum etwas bekannt. Man weiß zwar, dass Barbourfrösche größere, pigmentlose Eier an Grundsteinen von Fließgewässern anheften, kennt aber ihre Kaulquappen bisher nicht. Diese Tatsache und die Beschaffenheit der Eier könnte nach Ansicht mancher Autoren sogar auf eine direkte Entwicklung hindeuten, also ein Auslassen des Kaulquappenstadiums im freien Wasser.
Besonders rar sind Informationen über den erst im Jahr 1978 nachgewiesenen und beschriebenen Borneo-Barbourfrosch. Nach einem zweiten, 1995 publizierten Fund gelang erst 2007 der Fang weiterer Exemplare.

## Verbreitung
Barbourula busuangensis lebt auf mehreren Inseln der Philippinen, soweit bisher bekannt auf Busuanga, Culion und Palawan. Diese Inselgruppe liegt nördlich benachbart zur Insel Borneo, dem Vorkommensgebiet der zweiten Art. Barbourula kalimantanensis wurde bislang nur in einem weniger als 500 km² großen Areal in Westkalimantan (Borneo, Indonesien) beobachtet. Dort sind unter anderem zwei separate Fundorte (insgesamt fünf Stellen) im mittleren Kapuas-Flusstal und im Melawi-Flusstal beschrieben worden.

## Systematik
Nach anatomischen Merkmalen vermitteln die Barbourfrösche zwischen den Gattungen der Eigentlichen Scheibenzüngler (Discoglossus) und der Unken (Bombina), werden aber verwandtschaftlich näher zu letzteren gestellt. Die genaue Familienzuordnung ist uneinheitlich: Während die etwas ältere Literatur die Barbourfrösche – ebenso wie die Unken – noch zu den Scheibenzünglern (Discoglossidae) zählt, werden diese beiden Gattungen inzwischen oft als separate Familie Bombinatoridae behandelt. Diese wurde 1993 durch die Herpetologen Ford und Cannatella taxonomisch von den übrigen Scheibenzünglern der Gattungen Alytes und Discoglossus abgespalten, nachdem die Discoglossiden im weiteren Sinne (inkl. Bombina und Barbourula) seit 1985 von einem dieser Autoren als paraphyletisch postuliert worden waren.
Aus folgenden beiden Arten besteht die Gattung Barbourula:
- Barbourula busuangensis Taylor & Noble, 1924 – „Philippinen-Barbourfrosch“
- Barbourula kalimantanensis Iskandar, 1978 – „Borneo-Barbourfrosch“

## Gefährdung
Beide Barbourfrösche sind angesichts ihrer begrenzten Verbreitungsgebiete, ihrer offenbar kleinen Populationen und wegen vielfältiger Lebensraumzerstörungen durch den Menschen in ihrem Bestand bedroht. Die Fließgewässer werden durch Einträge illegaler Bergbauminen (beispielsweise Quecksilbereinschwemmungen aus der Goldwäsche) und anderer Industrien sowie durch Dünger und Pestizide aus der Landwirtschaft verschmutzt und vergiftet. Zudem werden die Regenwälder Südostasiens durch Abholzung (Tropenholz-Raubbau, Landgewinnung) immer weiter dezimiert. Die IUCN stuft Barbourula busuangensis als „gefährdet“ (vulnerable) und Barbourula kalimantanensis als „stark gefährdet“ (endangered) ein.